# پولینوفکا
پولینوفکا (انگلیسی: Polynovka) یک شهرک در شهرستان فیودوروفسکی استان باشقیرستان کشور روسیه است.